# 复旦大学生命科学学院
复旦大学生命科学学院是复旦大学的一个下属学院，前身为1926年建立的复旦大学生物系。1986年，中国遗传学奠基人谈家桢在原生物系基础上创建了生命科学学院，是中国最早的生命科学学院。本院院部和多数系所位于复旦大学邯郸校区，发育生物研究所位于江湾校区。不久的将来，生命科学学院分布于9个不同实验楼的全院教职员工和学生都将整体搬迁到复旦大学江湾新校区。
复旦大学的“生物学”是一级学科国家重点学科，遗传学、生态学为国家重点学科，生物物理学为上海市重点学科，遗传学科被列为教育部“211工程”建设重点学科、复旦大学“985”工程“重中之重”建设学科。

## 系所
- 生态与进化生物学系
- 微生物学与微生物工程系
- 生理学与生物物理系
- 遗传学和遗传工程系
- 生物化学系
- 生物统计学与计算生物学系
- 遗传工程国家重点实验室
- 生物多样性与生态工程教育部重点实验室
- 现代人类学教育部重点实验室
- 遗传学研究所
- 发育生物学研究所
- 植物科学研究所
- 生物多样性科学研究所
- 进化生物学研究中心
- 生物技术中心
- 生物统计研究所

## 本科专业
- 生物科学
- 生物技术
- 生态学(2014级起[2])

## 研究生
- 一级学科博士点
  - 生物学
- 二级学科
  - 植物学
  - 微生物学
  - 生物物理学
  - 动物学
  - 生物化学及分子生物学
  - 生物医药工程
  - 遗传学
  - 发育生物学
  - 生态学
  - 细胞生物学
- 博士后科研工作流动站 
  - 生物学